# Cold Heart – Der beste Bulle von L.A.
Cold Heart – Der beste Bulle von L. A. (No Place to Hide, frei übersetzt Kein Ort zum Verstecken) ist ein US-amerikanischer Thriller von Richard Danus aus dem Jahr 1992. Die Hauptrollen im Film sind besetzt mit Kris Kristofferson, Drew Barrymore und Martin Landau.
In der Bundesrepublik Deutschland kam der Film nicht ins Kino. Er erschien am 14. Juli 1993 auf Video.

## Handlung
Dem Polizeiermittler Joe Garvey wird der Fall der hinter der Bühne ermordeten Balletttänzerin Pamela Hanley übertragen. Garvey verlor vor einigen Jahren seine Familie bei einem Autounfall, was ihm immer noch zu schaffen macht. Der Fahrer des Fahrzeugs, das seine Frau und seine neunjährige Tochter tötete, war seinerzeit betrunken. Garvey ist seit diesem schlimmen Schicksalschlag verbittert, was ihn in eine tiefe Isolation getrieben hat. Dazu hat auch beigetragen, dass der Ermittler sich weigerte bei der Vertuschung einer nicht notwendigen Tötung durch zwei Cops mit Cowboygebaren mitzumachen, wodurch er bei der Polizei in eine Außenseiterrolle geriet.
Im Zuge seiner Ermittlungen lernt Garvey Tinsel Hanley, die 14-jährige Schwester der Ermordeten kennen, die von einem unbekannten Angreifer bedroht wird. Er kümmert sich daraufhin um das junge Mädchen und versteckt Tinsel in seiner Wohnung. Als Schutz lässt er ihr, wenn er nicht bei ihr sein kann, den mit ihm befreundeten Allie Wheeler da, der im Rollstuhl sitzt und mit einem Hammer bewaffnet ist. Als es zu einem Anschlag auf Tinsel kommt, wird Wheeler getötet. Zwischen Garvey und Hanley entsteht eine allmähliche Bindung, die Tinsel in ihren Tagebucheinträgen mit Voiceover-Kommentaren detailliert beschreibt.
Tinsel hilft Garvey, ein Videoband mit entscheidenden Hinweisen zu finden. Die gesichteten Aufnahmen deuten darauf hin, dass Frank McCoy, der Polizeichef, nicht nur in den Mordfall, sondern auch in weitere Straftaten verstrickt ist. Auf einer Klippe kommt es zu einem Kampf zwischen dem Killer und Garvey, wobei Garvey in die Tiefe stürzt. Tinsel ist tief betroffen. In ihr Tagebuch schreibt sie: „Das war Joe Garvey. Ich habe mich in meinem Leben noch nie so sehr in jemandem getäuscht. Er war nicht gemein; er war einfach einsam, so wie ich – so wie ich es bin. Ich glaube, er war der beste Polizist, den es je gab. Er liebte seinen Job und die Leute, die ihn richtig machten. Er trug am St. Patricks Day Grün, ließ sich nichts gefallen und zahlte pünktlich Beiträge an die Liga. Ich vermisse ihn so sehr. Er war groß, gutaussehend, gut gekleidet und wusste, wer Mahler war. Was will man mehr?“ Dann zerstört sie das Tagebuch, geht hinaus – und findet Garvey, der seinen Sturz von der Klippe irgendwie überlebt hat.
Inzwischen hat sich herausgestellt, dass McCoy eine Organisation geleitet hat, die systematisch Akte der Selbstjustiz ausübte. Nachdem seine und die Machenschaften seiner Helfershelfer aufgedeckt werden konnten, findet dieses unrühmliche Kapitel, in das Polizisten verstrickt sind, ein Ende.
Dass Garvey den Weg zurück ins Leben gefunden hat, zeigt auch die Tatsache, dass er, als er die Chance dazu hat, den Mann zu töten, der seine Familie auf dem Gewissen hat, nicht mehr dazu fähig ist, da sein aufgestauter Hass nicht mehr groß genug ist.

## Produktion

### Dreharbeiten, Einnahmen
Der von Cannon Pictures produzierte Film wurde im Zeitraum 21. Mai bis Juli 1990 Los Angeles in Kalifornien gedreht. Als Pamela Hanley in der Eröffnungsszene eine Gasse entlangrennt, ist im Hintergrund Kent Twitchells Wandgemälde Ed Ruscha Momument von 1987 zu sehen.
Der Film spielte in den Kinos der USA ca. 135.000 US-Dollar ein.
Wenn man Kris Kristofferson auf diesen Film ansprach, gab er an, sich nicht einmal mehr an die Dreharbeiten erinnern zu können. Auch Martin Lindau brachte zum Ausdruck, dass er lieber nicht an dem Film mitgewirkt hätte. So sah es auch Drew Barrymore, die in einem Interview meinte, es handele sich wohl nicht einmal um ein B-Movie. Trotzdem sei es für sie eine Ehre gewesen, mit Kris Kristofferson gearbeitet zu haben, den sie als „Legende“ bezeichnete.
Die deutsche Synchronisation wurde von der Hermes Synchron GmbH, Potsdam durchgeführt. Die Dialogregie lag bei Ronald Nitschke.

### Veröffentlichung
Der Film hatte in Japan am 6. November 1992 Videopremiere und in Finnland im darauffolgenden Jahr. In den Vereinigten Staaten wurde der Film am 16. April 1993 veröffentlicht. Weitere Veröffentlichungen erfuhr der Film in Argentinien, Australien, Brasilien, Bulgarien, Kanada, Finnland, Frankreich, Griechenland, Ungarn, Italien, Polen, Portugal, Russland, Spanien, Schweden und im Vereinigten Königreich. In Deutschland wurde der Film als DVD unter dem Titel Cold Heart – Der beste Bulle von L.A. veröffentlicht. Der Arbeitstitel des Films lautete Tipperary.

## Kritik
Richard Harrington bezeichnete den Film in der Washington Post vom 19. April 1993 als besonders schlecht. Er kritisierte das Drehbuch, die Regie von Richard Danus sowie die Darstellungen von Kris Kristofferson und Drew Barrymore. Barrymore sei gezwungen, eine bockige 14-Jährige zu spielen, die in ein Netz aus Mord und Intrigen verwickelt werde. Für beide Schauspieler sei dieser Film ein Triumph der Unterleistung. Es wimmele im Film von losen Handlungssträngen, die nicht weitergeführt würden. Kristofferson fordere Barrymore im Film mehrmals auf, wegzulaufen beziehungsweise zu verschwinden. Das solle der Leser der Kritik als unterschwellige Botschaft verstehen.
Sam Panico befasste sich in B and S About Movies mit dem Film und stellte eingangs klar, dass Regisseur und Drehbuchautor Richard Danus mur bei diesem einen Film Regie geführt habe. Im Film gebe es eine satanische Bruderschaft von Thorn, die im Hintergrund alles steuere, was den Film noch näher an die absolute Dummheit heranbringe.
Die Kritik im Filmmagazin Cinema schlug sich in dem Fazit nieder: „Vorhersehbar, aber schon ganz okay.“